# النظام القضائي الإيطالي

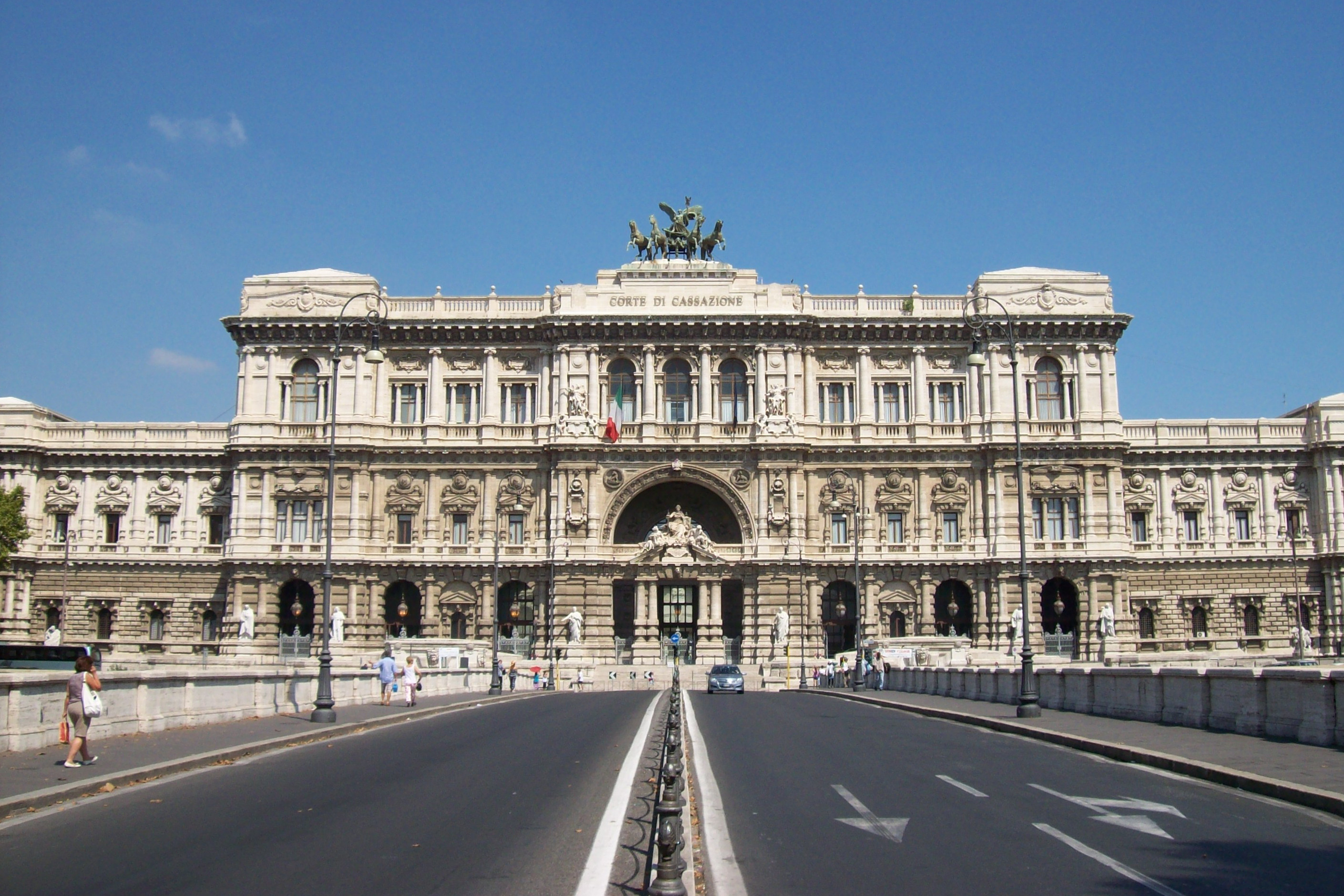

في إيطاليا،  يعتبر القضاه موظفين عموميون ونظراً لأنهم يمارسون أحد سلطات الدولة السيادية فإن المواطنين الطليان فقط هم المؤهلون لاستلام المنصب.
يتمتع القضاء الإيطالي المستقل بحماية دستورية خاصة من السلطة التنفيذية. حالما يعين القضاة فهم يخدمون مدى الحياة و لا يمكن عزلهم دون إجراءات تأديبية محددة تخضع لإجراءات قانونية واجبة أمام مجلس القضاة الأعلى. تتولى وزارة العدل إدارة شؤون المحاكم و السلطة القضائية بما في ذلك دفع الرواتب أو بناء محاكم جديدة. تمول وزارة العدل و وزارة البنى التحتية ناظم السجون لكن وزارة العدل و وزارة الداخلية تديره. تتعامل وزارة العدل أيضاً مع طلبات الحصول على عفو رئاسي، و تقترح التشريعات التي تتناول مسائل القضاء المدني أو الجنائي.